# Félicia Ballanger
Félicia Ballanger, född den 12 juni 1971 i Vendée, är en fransk bancyklist som tog OS-guld i sprinten vid olympiska sommarspelen 1996 i Atlanta, och därefter återupprepade hon samma bedrift 2000 i Sydney, där hon även tog guld i 500 m tidslopp. Därtill blev hon världsmästare i både sprint och 500-meterslopp fem år i rad: 1995–1999.